# Sollevamento pesi ai Giochi della XXXI Olimpiade - 53 kg femminile
Le gare di sollevamento pesi della categoria fino a 53 kg femminile dei giochi olimpici di Rio de Janeiro 2016 si sono svolte il 7 agosto 2016 presso il padiglione 2 di Riocentro.

## Programma
L'orario indicato è riferito a quello brasiliano (UTC-3)
| Data                    | Ora   | Gruppo   |
| ----------------------- | ----- | -------- |
| Domenica, 7 agosto 2016 | 12:30 | Gruppo B |
| Domenica, 7 agosto 2016 | 15:30 | Gruppo A |

## Record
Prima della competizione, i record olimpici e mondiali erano i seguenti:
| Record mondiale | Strappo | Li Ping Cina                                | 103 kg | 14 novembre 2010 Canton, Cina            |
| Record mondiale | Slancio | Zulfiya Chinshanlo Kazakistan               | 130 kg | 6 novembre 2011 Parigi, Francia          |
| Record mondiale | Totale  | Hsu Shu-Ching Taipei cinese                 | 233 kg | 21 settembre 2014 Incheon, Corea del Sud |
| Record olimpico | Strappo | Yang Xia Cina                               | 100 kg | 18 settembre 2000 Sydney, Australia      |
| Record olimpico | Slancio | Prapawadee Jaroenrattanatarakoon Thailandia | 126 kg | 10 agosto 2008 Pechino, Cina             |
| Record olimpico | Totale  | Yang Xia Cina                               | 225 kg | 18 settembre 2000 Sydney, Australia      |

Durante la competizione è stato battuto il seguente record:
| Record          | Evento  | Atleta        | Valore | Data     |
| --------------- | ------- | ------------- | ------ | -------- |
| Record olimpico | Strappo | Li Yajun Cina | 101 kg | 7 agosto |

## Risultati
| Pos. | Atleta           | Gruppo | Peso  | Strappo (kg) | Strappo (kg) | Strappo (kg) | Strappo (kg) | Slancio (kg) | Slancio (kg) | Slancio (kg) | Slancio (kg) | Totale |
| Pos. | Atleta           | Gruppo | Peso  | 1            | 2            | 3            | Risultato    | 1            | 2            | 3            | Risultato    | Totale |
| ---- | ---------------- | ------ | ----- | ------------ | ------------ | ------------ | ------------ | ------------ | ------------ | ------------ | ------------ | ------ |
|      | Hsu Shu-ching    | A      | 52.60 | 92           | 96           | 100          | 100          | 112          | 126          | —            | 112          | 212    |
|      | Hidilyn Diaz     | A      | 52.61 | 88           | 88           | 91           | 88           | 111          | 112          | 117          | 112          | 200    |
|      | Yoon Jin-hee     | A      | 52.59 | 88           | 90           | 90           | 88           | 110          | 110          | 111          | 111          | 199    |
| 4    | Rebeka Koha      | A      | 52.11 | 87           | 87           | 90           | 90           | 103          | 107          | 110          | 107          | 197    |
| 5    | Rosane Santos    | A      | 52.57 | 85           | 90           | 90           | 90           | 103          | 107          | 108          | 103          | 193    |
| 6    | Kanae Yagi       | B      | 52.39 | 81           | 81           | 81           | 81           | 101          | 101          | 105          | 105          | 186    |
| 7    | Dewi Safitri     | A      | 52.78 | 80           | 80           | 80           | 80           | 105          | 105          | 108          | 105          | 185    |
| 8    | Evagjelia Veli   | B      | 51.58 | 68           | 72           | 75           | 75           | 88           | 90           | 96           | 90           | 165    |
| 9    | Lely Burgos      | B      | 49.53 | 67           | 70           | 72           | 72           | 85           | 88           | 90           | 90           | 162    |
| 10   | Scarleth Mercado | B      | 52.85 | 62           | 66           | 68           | 66           | 83           | 86           | 89           | 89           | 155    |
| 11   | Fiorella Cueva   | B      | 48.32 | 62           | 65           | 67           | 65           | 85           | 88           | 90           | 88           | 153    |
| 12   | Sofia Rito       | B      | 51.74 | 64           | 64           | 67           | 64           | 82           | 82           | 88           | 82           | 146    |
| —    | Li Yajun         | A      | 52.50 | 98           | 101          | 104          | 101          | 123          | 126          | 126          | —            | NF     |